# Williams, Minnesota
Williams là một thành phố thuộc quận Lake of the Woods, tiểu bang Minnesota, Hoa Kỳ. Năm 2010, dân số của thành phố này là 191 người.

## Dân số
- Dân số năm 2000: 210 người.
- Dân số năm 2010: 191 người.